# Godardia schatzi
Godardia schatzi är en fjärilsart som beskrevs av Otto Staudinger 1885. Godardia schatzi ingår i släktet Godardia och familjen praktfjärilar. Inga underarter finns listade i Catalogue of Life.